# Zeta Makripoulia
Zeta Makripoulia (greacă Ζέτα Μακρυπούλια) (n. 31 iulie 1978, Atena) este un fost fotomodel și actual actriță greacă.

## Date biografice
Makrypoulia a absolvit în 1994, școala superioară de la Vasilis Diamantopoulos, în timp ce ea a luat și lectii de actorie la Teatrul din Allagon. Apoi ea a început să apară la televiziune și a participat la diverse emisiuni și reclame pentru desous. Makrypoulia a apărut în serialul de succes Para Pente, având rolul unei fete naive de provincie.

## Seriale TV
- 1995–1996: Horismeni me Pedia, ANT1
- 2000–2001: To berdema, Star Channel
- 2001–2002: Aerines siopes, Mega Channel
- 2002–2003: Miss Daizy, Alpha TV
- 2004–2005: Solo kariera, ANT1
- 2005–2006: Safe Sex TV Stories, Mega Channel
- 2005–2007: Sto para pente, Mega Channel
- 2006–2007: Mono esy, NET
- 2006–2007: Epta thanasimes petheres, Mega Channel
- 2007–2008: Jiugerman, ANT1
- 2008–2009: To klidi tou paradisou, ANT1

## Filmografie
- 2008: Molis horisa
- 2009: S.E.X.-Soula ela xana
- 2010: Wog Boy 2: Kings of Mykonos